# مونگولوسور
مونگولوسور (نام علمی: Mongolosaurus) نام یک سرده از زیرراسته سوسمارپاشکلان است.